# أغسطس إيجروبر
أوجوست إيغروبر (بالألمانية: August Eigruber)‏ (16 أبريل 1907 – 28 مايو 1947) كان غاولايتر نازي نمساوي المولد- لReichsgau Oberdonau (أعالي نهر الدانوب ) ولاندسهاوبتمان النمسا العليا. وقد أدين بارتكاب جرائم ضد الإنسانية في محتشد اعتقال ماوتهاوزن-غوسن وشنق.

## الصعود إلى السلطة في الدولة النازية
في 22 مايو 1938، انتقل إلى شوتزشتافل برتبة شتاندارتن فوهرر
في سبتمبر عام 1938، حضر غوليتر Eigruber وReichsparteitag في نورمبرغ. عندما التقى الاشتراكيون الوطنيون في باساو في Deutschmeister Inn، انضم إلى حلفائه وتذكرنا بمغامرتهم خلال Kampfjahre. 
رقي إلى رتبة بريغيجاديه فوهرر في يناير 1939، وذلك من غروبنفهرر في عام 1940.

## الأوسمة والجوائز
- ميدالية انشلوس ، ج .1938 [4]
- وسام سوديتنلاند ، 1939 [4]
- تكريم شيفرون للحرس القديم ، 25.5.1938 [4]
- شارة الحفلة الذهبية ، 30.1.1939 [4]
- قفل لميدالية سوديتنلاند ، 1939 [4]
- جائزة NSDAP Long Service Award في البرونز والفضة والذهب ، 1940-1942 [4]

## روابط خارجية
- أغسطس إيجروبر على موقع مونزينجر (الألمانية)